# USS South Carolina (BB-26)
USS South Carolina (BB-26) – amerykański pancernik, okręt główny typu South Carolina. Czwarty okręt United States Navy noszący nazwę ósmego stanu USA. Był pierwszym pancernikiem na świecie, który wszedł do służby z wieżami artylerii głównej znajdującymi się w superpozycji (na osi symetrii) lub mogącymi strzelać na obie burty.
Stępkę okrętu położyła firma William Cramp and Sons 18 grudnia 1906 w Filadelfii. Pancernik został zwodowany 1 lipca 1908, matką chrzestną była Frederica Ansel (córka Martina F. Ansela – gubernatora stanu Karolina Południowa). Do służby wszedł 1 marca 1910, pierwszym dowódcą został komandor Augustus F. Fechteler.
"South Carolina” opuścił Filadelfię 6 marca. W rejsie odbiorczym odwiedził Zachodnie Indie Holenderskie i Kubę, następnie w dniach 10-15 kwietnia odwiedził Charleston. 17-18 czerwca, po przejściu prób w pobliżu Virginia Capes i Provincetown odwiedził Nowy Jork w związku z uroczystościami ku czci byłego prezydenta USA Theodore'a Roosevelta. Naprawy w Norfolk, szkolenia i manewry Floty Atlantyku w pobliżu Provincetown i Virginia Capes zajęły pancernikowi czas od końca czerwca do początku listopada. Pomiędzy 1 listopada 1910 a 12 stycznia 1911 okręt odbył podróż do Europy z 2 Dywizją Pancerników (ang. Second Battleship Division). Odwiedził Cherbourg (Francja) i Isle of Portland (Wielka Brytania). Po powrocie do Norfolk wszedł do stoczni na naprawy, a następnie przeprowadził ćwiczenia taktyczne i manewry w pobliżu wybrzeża Nowej Anglii.
Po krótkiej wizycie w Nowym Jorku wraz z 2DP popłynął na wschód. Odwiedził Kopenhagę (Dania), Sztokholm (Szwecja) i Kronsztad (Rosja). W czasie powrotu z Kronsztadu zawinął 21 czerwca do Kilonii, gdzie uczestniczył w Kieler Woche, którego patronem był cesarz Wilhelm II. 13 lipca 1911 dotarł do Provincetown i zaangażował się w ćwiczenia bojowe w pobliżu wybrzeża na zatoce Chesapeake.
Pod koniec 1911 wziął udział w przeglądzie morskim w Nowym Jorku, a 3 stycznia 1912 w manewrach z 1 Eskadrą w pobliżu Newport. Następnie wziął udział w zimowych manewrach na wodach zatoki Guantánamo. 13 marca wrócił do Norfolk i do końca czerwca pływał w pobliżu wschodniego wybrzeża USA na południe od Newport. W lipcu dołączył do innych jednostek witających w Hampton Roads niemiecką eskadrę składającą się z krążownika liniowego SMS „Moltke” i dwóch małych krążowników SMS „Bremen” i SMS „Stettin”. 30 czerwca wszedł do stoczni w Norfolk na przegląd.
Ponad trzy miesiące później popłynął do Nowego Jorku na czterodniową wizytę (11-15 października). Następnie przez miesiąc ćwiczył w pobliżu Nowej Anglii i Virginia Capes. Od połowy listopada do połowy grudnia pływał z Dywizją Specjalnego Przeznaczenia (ang. Special Service Division), odwiedzając w tym czasie Pensacolę, Nowy Orlean, Galveston i meksykański port Veracruz. Wrócił do Norfolk 20 grudnia i pozostał tam do 6 stycznia 1913, kiedy to popłynął do Colón, gdzie załoga okrętu miała szansę odwiedzić nowo otwarty Kanał Panamski. 22 marca po manewrach w rejonie zatoki Guantánamo ponownie wszedł do Norfolk. Później popłynął na północ do Newport, zatrzymując się w Nowym Jorku od 28 marca do 31 maja w ramach odsłonięcia pomnika ku czci załogi pancernika „Maine”.
Po krótkim okresie szkoleń podchorążych (ang. midshipman) w rejonie Virginia Capes, „South Carolina” wyruszył na 16-miesięczny okres służby na Zatoce Meksykańskiej i Morzu Karaibskim. Był to okres narastających tarć pomiędzy USA i Meksykiem. Od końca września 1913 do początku stycznia 1914 okręt przeszedł przegląd w Norfolk, a następnie udał się na manewry w pobliżu  wyspy Culebra. 
28 stycznia wysadził marines w Port-au-Prince na Haiti, którzy mieli chronić amerykańskie interesy i zainstalować stację radiową w tym kraju. Opuścił port 14 kwietnia po przywróceniu porządku przez generała Oreste Zamora, nowego haitańskiego prezydenta. Nabrał węgla w Key West i popłynął do Veracruz, gdzie wysadził oddział, by wesprzeć okupację tego miasta. Lato 1914 spędził, przebywając w rejonie Santo Domingo i Haiti.
Zanim okręt wrócił do Norfolk 24 września, I wojna światowa trwała już od prawie dwóch miesięcy. 14 października pancernik wszedł do stoczni w Filadelfii. Wyszedł z niej 20 lutego 1915 i udał się na południe na ćwiczenia w rejonie Kuby. Ćwiczenia nabrały nowego znaczenia, gdyż działy się w chwili, gdy Niemcy zadeklarowały obszar wokół Wysp Brytyjskich strefą wojny. Jednak Stany Zjednoczone przez prawie dwa lata pozostawały oficjalnie poza konfliktem. „South Carolina” w tym czasie prowadziła zimowe i letnie ćwiczenia w zatoce Guantanamo, operacje w pobliżu Newport i przechodziła okresowe remonty w Filadelfii.
Przystąpienie Stanów Zjednoczonych do wojny po stronie Ententy w kwietniu 1917 nie spowodowało dramatycznych zmian w działaniach ciężkich okrętów marynarki wojennej. Poza zagrożeniem ze strony U-bootów i okazjonalnych rajdów krążowników pomocniczych, Royal Navy oczyściła już morza z dużych okrętów niemieckich po bitwach jutlandzkiej i falklandzkiej. Pancernik operował w pobliżu wschodniego wybrzeża USA w 1917 i pierwsze osiem miesięcy 1918.
9 września 1918 okręt dołączył do eskorty konwoju płynącego do Francji. Tydzień późnej na środku oceanu pozostawił konwój innym okrętom eskorty i wrócił do USA. Po krótkim okresie napraw w Filadelfii wrócił do ćwiczeń artylerii i prowadził je do zawieszenia walk 11 listopada 1918.
Od połowy lutego do końca lipca 1919 „South Carolina” odbył 4 pełne podróże pomiędzy USA i Brestem (Francja). Do 26 lipca, gdy wszedł do Hampton Roads, kończąc ostatnią z podróży, przewiózł ponad 4000 weteranów I wojny światowej z Europy do USA. Po przeglądzie w Norfolk Navy Yard zaokrętował kadetów w Annapolis na rejs na Pacyfik. Opuścił Annapolis 5 czerwca 1920, przeszedł przez Kanał Panamski, popłynął na Hawaje, a stamtąd na zachodnie wybrzeże USA. W czasie rejsu na południe odwiedził San Francisco i San Diego. 11 sierpnia opuścił San Diego, przeszedł przez Kanał Panamski i 2 września dotarł do Annapolis. Następnie udał się do Filadelfii, gdzie pozostał przez kolejne siedem miesięcy.

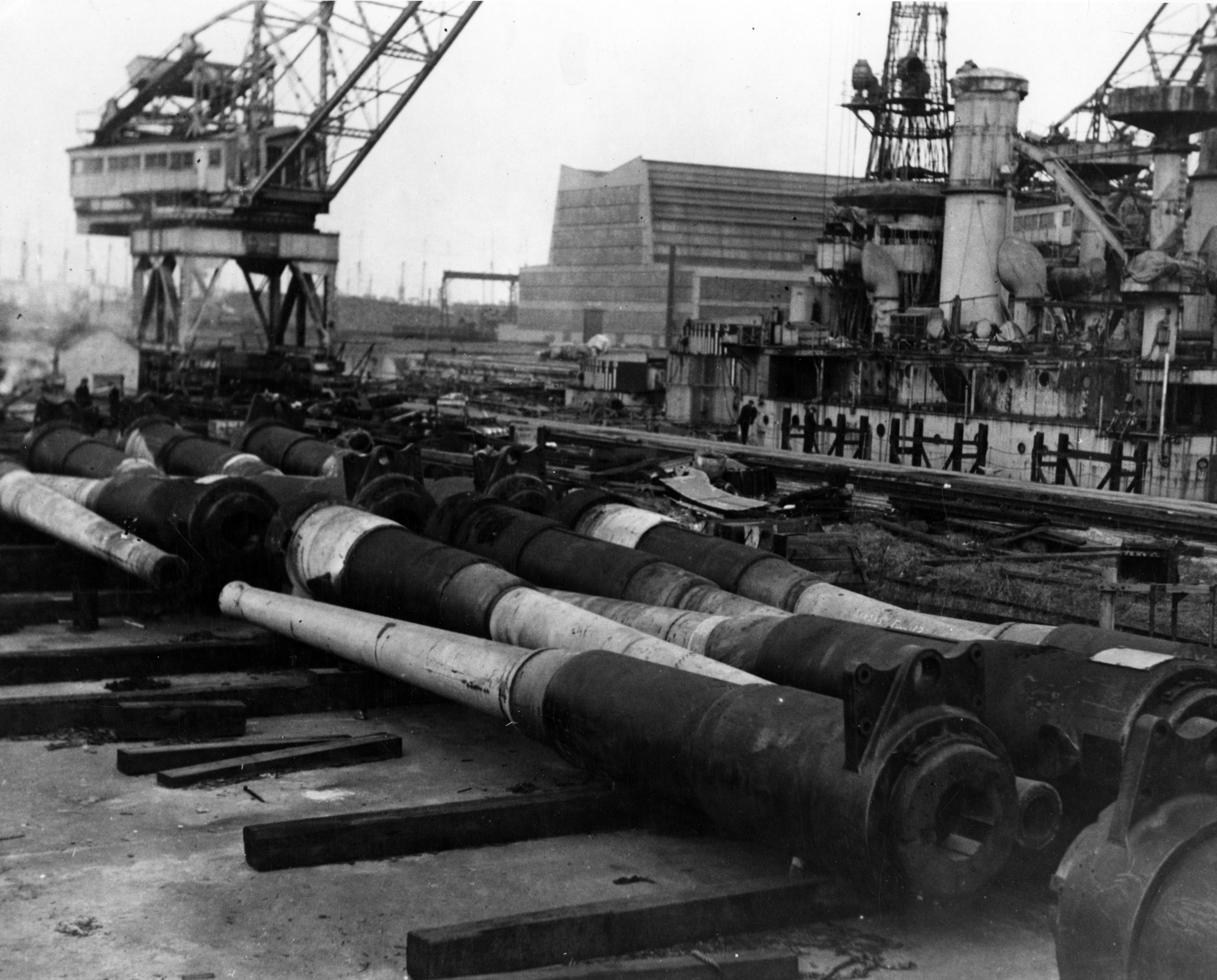
USS „South Carolina” (BB-26) podczas złomowania okrętu w Philadelphia Naval Shipyard w grudniu 1923.

Na początku kwietnia 1921 okręt popłynął do wyspy Culebra na obszarze Indii Zachodnich na trening, a następnie operował na zatoce Chesapeake. 29 maja pancernik zaokrętował w Annapolis kolejny rocznik kadetów. Popłynął do Kristiania (Norwegia), Lizbony (Portugalia, a później udał się w rejon zatoki Guantánamo, gdzie dalej szkolił przyszłych oficerów. Kadetów wysadził w Annapolis 30 sierpnia i popłynął do Filadelfii, gdzie dotarł następnego dnia.
"South Carolina” został wycofany ze służby w Filadelfii 15 grudnia 1921 i pozostał tam do czasu, gdy jego nazwa została skreślona z rejestru okrętów czyli do 10 listopada 1923. 24 kwietnia 1924 jego kadłub został sprzedany na złom zgodnie z ustaleniami traktatu waszyngtońskiego.
Srebrna zastawa z okrętu znajduje się obecnie na wystawie w South Carolina Governor's Mansion.